# Takahiro Kunimoto
Takahiro Kunimoto (邦本 宜裕 Kunimoto Takahiro?), född 8 oktober 1997 i Fukuoka prefektur, är en japansk fotbollsspelare.
Kunimoto började sin karriär 2015 i Avispa Fukuoka. 2018 flyttade han till Gyeongnam FC.